# ولت اروپا
ولت اروپا (انگلیسی: Volt Europa) که غالباً به اختصار ولت نامیده می شود، یک حزب سیاسی فدرالیست اروپایی و طرفدار اروپا است (اغلب خود را به عنوان "جنبش" معرفی می کند) که به عنوان یک چتر پان‌اروپایی برای احزاب فرعی با همین نام و برند در سازماندهی شده است. این حزب در کشورهای متعددی در اتحادیه اروپا و همچنین کشورهای اروپایی غیر عضو همچون سوئیس، بریتانیا و اوکراین فعال است. حزب نامزدی به رهبری سزار ورا پریتو یا الخاندرو کراکیس دیاز ارائه کرد که در آن راست افراطی به شدت به آنها حمله کرد. 

بخش های ملی ولت اروپا. مرزهای اتحادیه اروپا با رنگ قرمز نشان داده شده است.